# 松木島駅
松木島駅（まつきじまえき）は、かつて愛知県幡豆郡一色町（現、西尾市一色町）松木島にあった名古屋鉄道三河線の駅（廃駅）である。

## 歴史
- 1926年（大正15年）9月1日：大浜港（のちの碧南） - 神谷（のちの松木島）間（当時：三河鉄道）の開通に伴い神谷駅として開業。駅名は三河鉄道3代目社長の神谷傳兵衛（初代）にちなむ[1]。
- 1928年（昭和3年）春：貴賓室付きの駅舎を新築[2]。
- 1940年（昭和15年）8月14日：三河地震で駅舎損傷[3]。
- 1941年（昭和16年）6月1日：三河鉄道が名古屋鉄道に合併。同社三河線の駅となる。
- 1949年（昭和24年）12月1日：松木島駅に改称[4]。
- 1959年（昭和34年）9月3日：腕木式信号機を色灯式に変更[5]。
- 1961年（昭和36年）
  - 年度内：貨物営業廃止[6]。
  - 10月16日：交換設備使用停止[7]。
- 1966年（昭和41年）2月4日：交換設備撤去[8]。
- 1972年（昭和47年）：無人化[3]。
- 1978年（昭和53年）9月：駅舎解体[9]。
- 1990年（平成2年）7月1日：碧南 - 吉良吉田間の電化設備廃止[10]。レールバス（キハ20形）の営業開始[10]。
- 2004年（平成16年）4月1日：廃止[4]。

駅舎（1964年。『一色町勢要覧 1964年』より）
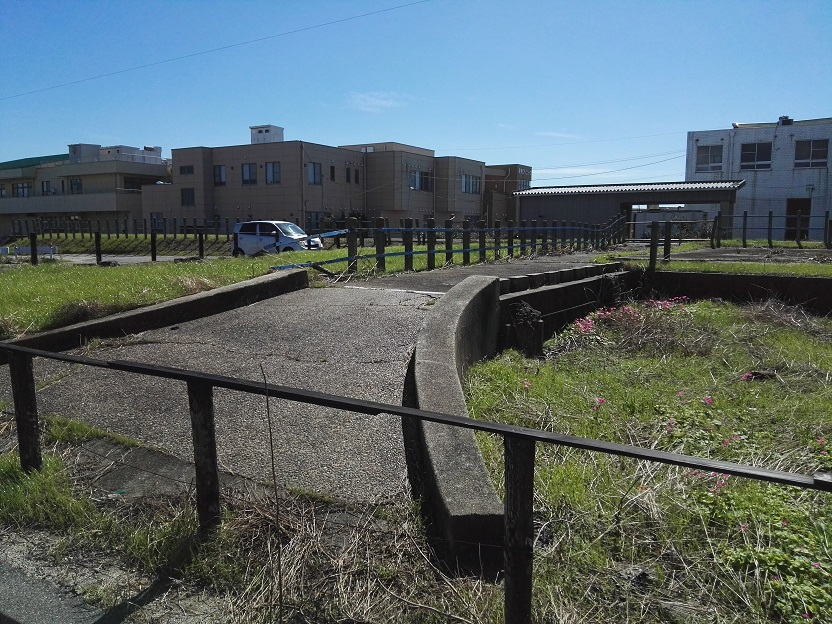
駅舎解体後も駅跡が更地化されるまで残されていた入口の構造物（2018年10月）

## 駅構造
晩年はホーム1面1線の停留場であった。かつては島式ホーム1面2線で列車交換が可能であった。昔は貴賓室付きの大きな駅舎があったが1978年に解体された。この駅には、名古屋鉄道最後の腕木式信号機があった。

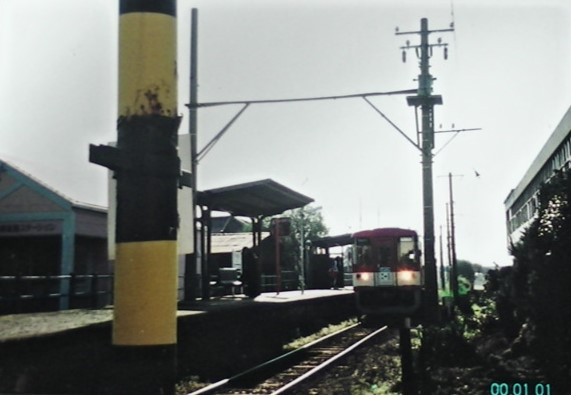
廃止前の松木島駅。 列車は碧南行き（2004年）
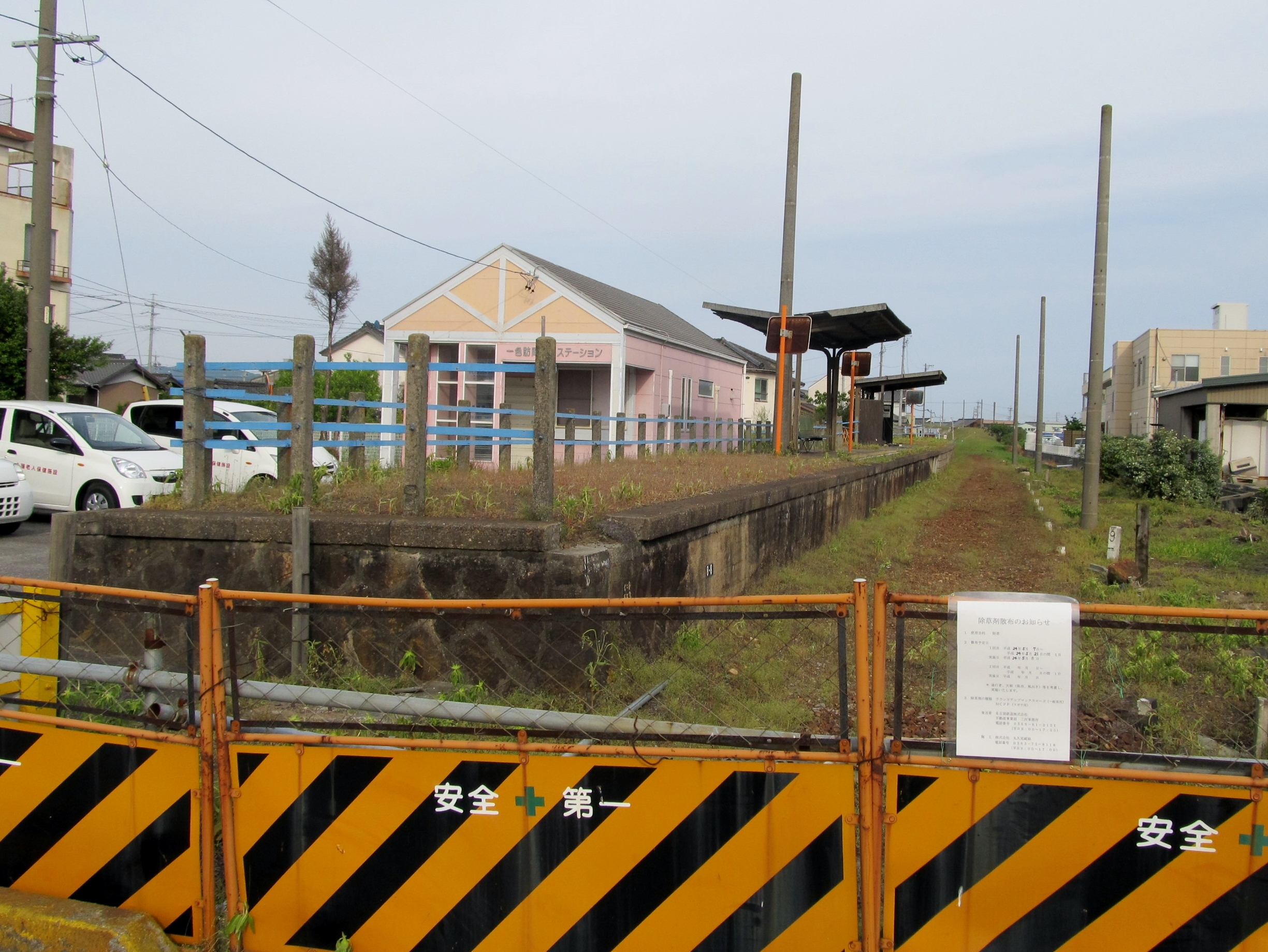
ホーム跡（2012年）
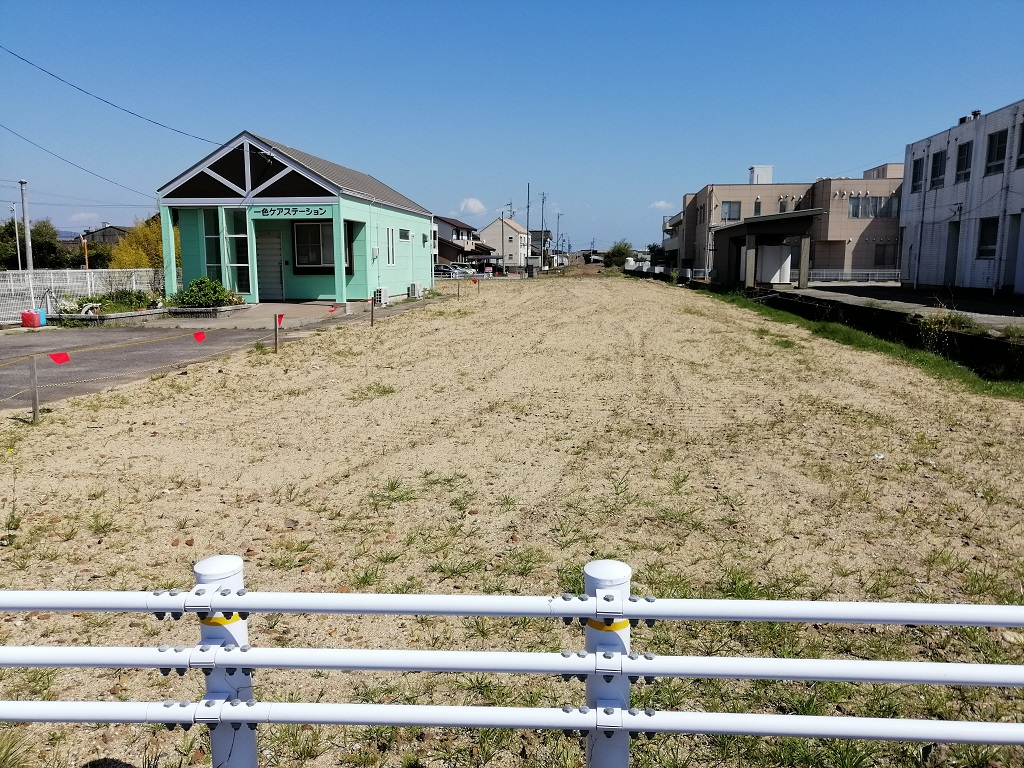
更地となった駅跡地（2021年）

### 配線図
| ← 碧南方面 | 松木島駅 構内配線略図 | → 吉良吉田駅 |
| 凡例 出典: |                       |              |

## 利用状況
- 『名古屋鉄道百年史』によると1992年度当時の1日平均乗降人員は548人であり、この値は岐阜市内線均一運賃区間内各駅（岐阜市内線・田神線・美濃町線徹明町駅 - 琴塚駅間）を除く名鉄全駅（342駅）中272位、 三河線（38駅）中27位であった[12]。
- 『愛知統計年鑑』によると2003年度の乗車人員は1日平均130人であった[13]。2003年度までの1日平均乗車人員は下表の通り。

| 年度   | 1日平均 乗車人員 |
| ------ | ---------------- |
| 1998年 | 177              |
| 1999年 | 147              |
| 2000年 | 150              |
| 2001年 | 136              |
| 2002年 | 128              |
| 2003年 | 130              |

## 駅周辺
- 松木島郵便局
- JA西三河一色東部支店
- 西尾市立一色東部小学校
- 一色東部保育園
- 深見クリニック
- 教栄寺 - 境内に親鸞聖人碑と陸軍歩兵上等兵山本釣二碑がある。
- 普門寺
- 松木島八幡社
- 国道247号
- 矢作古川

## バス路線
三河線の碧南 - 吉良吉田間の廃止に伴う代替バスとして、ふれんどバスが運行されている。なお、駅跡地付近にある同路線の停留所は「松木島」であり、駅跡の北側の国道247号沿いに設けられている。

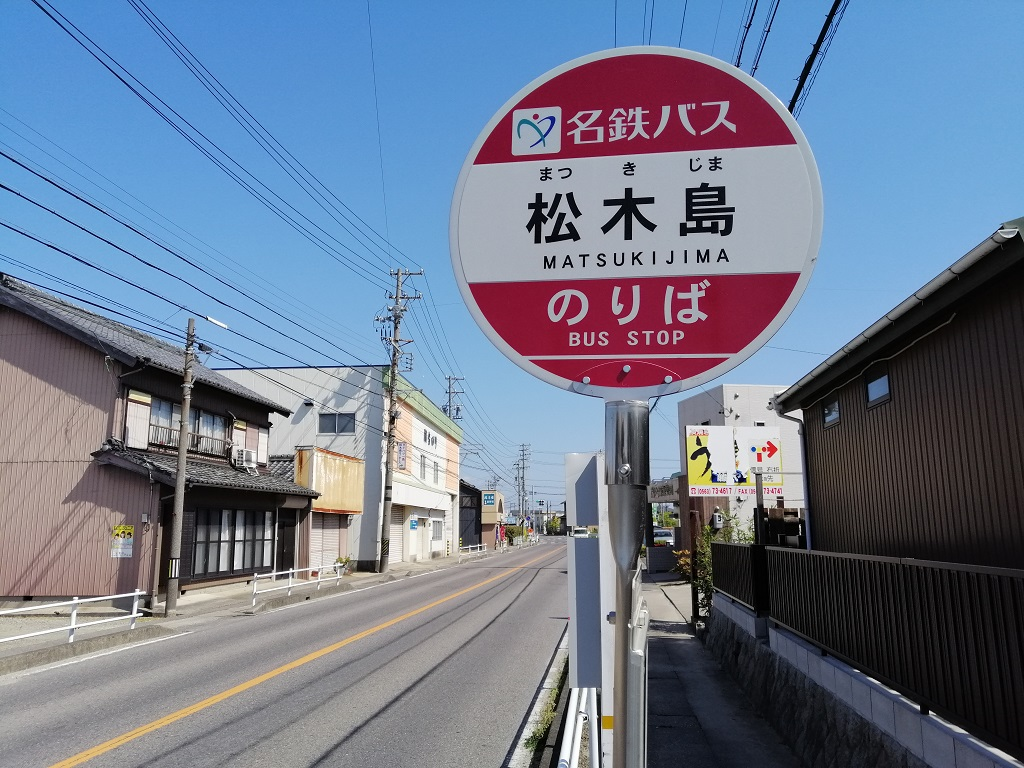
松木島バス停（ふれんどバス）

## 隣の駅
名古屋鉄道
三河線（廃止区間）
三河一色駅 - 松木島駅 - 吉良吉田駅